# To. X (太妍迷你專輯)
《To. X》是韓國組合少女時代成員太妍的第五張迷你專輯，由SM娛樂製作，於2023年11月27日發行。該專輯是太妍繼《What Do I Call You》後睽違2年11個月發佈的韓語迷你專輯亦是繼《INVU》後1年9個月的回歸。專輯內共收錄6首歌曲，包含同名主打歌曲〈To. X〉。

## 概要
2023年10月13日，SM娛樂表示太妍正在籌備專輯以11月回歸為目標。
11月6日，SM娛樂透過官方社群平台宣佈將於11月27日發行迷你五輯《To. X》並同步公開專輯概念照和概念影片。8日，公開專輯日程表影片。13日，公開Mood Sampler。15日，公開第一組概念照。16日，公開收錄曲〈Fabulous〉HIGHLIGHT CLIP和第二組概念照。17日，公開「From. X」概念照和概念影片。20日，公開收錄曲〈Burn It Down〉HIGHLIGHT CLIP和第三組概念照。21日，公開收錄曲〈Melt Away〉HIGHLIGHT CLIP和第四組概念照。22日，公開收錄曲〈Nightmare〉HIGHLIGHT CLIP和第五組概念照。23日，公開收錄曲〈All For Nothing〉HIGHLIGHT CLIP和第六組概念照。24日，公開主打歌曲〈To. X〉MV預告和第七組概念照。
25日，下午6點主打歌曲〈To. X〉音樂錄影帶公開，並於同日發行專輯。

## 製作
該張專輯名為《To. X》專輯名稱的「X」為前任的意思。專輯主題為「在一段從熾熱的愛戀到即將走向盡頭的戀人，在戀愛關係裡傷痛、怨恨及分離的故事。」並透過公開的概念影片以多種體裁與不同角度去呈現整體專輯概念。此外，在專輯製作過程中太妍參與了許多部份，包含如何從主打歌曲〈To. X〉的歌詞意境發展成專輯整體概念以及收錄歌曲的歌詞製作方向等製作過程。

## 宣傳
11月21日，SM娛樂宣佈將在11月27日至12月3日於on the move（온더무브）舉行「Letter ‘To. X’ Concept Room」專輯概念展。
11月27日，下午5點透過官方YouTube、TikTok、Weverse和idolplus進行《To. X Countdown Live》紀念回歸節目。

## 歌曲介紹
- 〈To. X〉是首以感性吉他Riff（英语：Riff）所組成的R&B歌曲，由Kenzie擔任作詞者，講述「意識到對方有著控制自己的傾向並宣告彼此關係結束」的故事。[27]
- 〈Melt Away〉是首以吉他、小號、打擊樂器組成的異國曲風的R&B歌曲，歌詞講述「自信能融化對方高傲和冰冷的心」[28]
- 〈Burn It Down〉是首以吉他伴奏傳遞出沉痛情感的抒情歌曲，歌詞則講述「偽裝成愛情的樣貌只會給對方帶來傷害，將這段關係比喻成『就像火一樣將這一切燒毀』」的故事。[14]
- 〈Nightmare〉是首以原聲吉他彈奏的抒情歌曲，歌詞講述「會對表現出脆弱樣貌的對方給予刺耳的批判，因此毫無留戀地離開」的故事。[29]
- 〈All For Nothing〉是首以鋼琴彈奏出柔弱到強烈的樂曲，由太妍參與該歌曲作詞，講述「將所有一切都給予對方，仍被對方傷害」的故事。[26]
- 〈Fabulous〉是首以磅礡華麗的弦樂和類似小號的聲音效果組成的R&B歌曲，此外該歌曲為英文歌詞講述「對於人人稱羨的自己展現出自信的一面同時感到脆弱不安」的故事。[30]

## 曲目
| 數位音樂下載 | 數位音樂下載              | 數位音樂下載                | 數位音樂下載                                                                                     | 數位音樂下載                                  | 數位音樂下載 |
| 曲序         | 曲目                      |                             | 作曲                                                                                             | 编曲                                          | 时长         |
| ------------ | ------------------------- | --------------------------- | ------------------------------------------------------------------------------------------------ | --------------------------------------------- | ------------ |
| 1.           | To. X                     | Kenzie                      | Stephen Puth （ 英语 ： Stephen Puth） dazy Kristin Carpenter                                                | Stephen Puth dazy                             | 2:50         |
| 2.           | Melt Away                 | 강은정 (Kang Eun Jeong)     | Kevin Wolfsohn Paul Goller 莎拉·萊森 Luke Andrew Grieve Shakka Malcolm Philip Abby-Lynn Keen TMM | The Elements                                  | 3:16         |
| 3.           | Burn It Down              | 이오늘 (O Neul Lee)         | Sibel Redžep （ 英语 ： Sibel Redžep） Gustav Blomberg                                                       | Gustav Blomberg                               | 2:50         |
| 4.           | Nightmare（악몽（噩夢）） | HANRORO                     | Celine Svanbäck Jeppe London Bilsby Lauritz Emil Christiansen Svea Kagemark （ 英语 ： Svea (singer)）        | Jeppe London Bilsby Lauritz Emil Christiansen | 2:55         |
| 5.           | All For Nothing           | 황유빈 (Hwang Yoo Bin) 太妍 | Mike Robinson Sarah Troy Thomas Daniel                                                           | Mike Robinson                                 | 3:10         |
| 6.           | Fabulous                  | Rachel Kanner Sammie Gee    | Mich Hedin Hansen （ 英语 ： Cutfather） Jacob Uchorczak Rachel Kanner Sammie Gee Oliver McEwan           | Mich Hansen Ubizz                             | 2:51         |
| 总时长：     | 总时长：                  | 总时长：                    | 总时长：                                                                                         | 总时长：                                      | 17:52        |